# وليام بافين
وليام بافين (مات 1622) هو ملاح ومستكشف إنكليزي عٌرف بعمليات المسح المهمة التي أجراها خلال بحثه عن الممر الشمالي الغربي، وكذك عمليات المسح في البحر الأحمر والخليج العربي.

## سيرته
لا يعرف شيء عن بدايات حياته لكن يرجح أنه ولد في لندن من أصل متواضع وعمل بجهد حتى يرقى نفسه، وأول ذكر له يعود للعام 1612 في سياق رحلة استكشافية على الممر الشمالي الغربي تحت إمرة الكابتن جيمس هول، الذي قتل من قبل السكان الأصليين في الساحل الغربي لغرينلاند، وعمل لسنتين في معمل للحيتان في سبيتزبيرغين التي تحكمت فيها شركة موسكوفي.
عام 1615 أصبح في خدمة الشركة لاستكشاف الممر الشمالي الغربي ورافق الكابتن روبرت بيلوت كمرشد في سفينة صغيرة تدعى ديسكفري واستكشفت خليج هدسون بحذر، وكانت تقديراته للمد دقيقة جدا وأكدها السير إدوارد باري عندما عبر المنطقة بعد قرنين عام 1821، وفي السنة التالية قام هدسون بالإبحار في سفينة الاستكشاف وعبر ممر دافيس واستكشف الخليج على الشمال والذي حمل اسمه وسمى الخلجان الضيقة على دوق لانكاستر وسميث وجونز الذين مولوا رحلته.
في هذه الرحلة أبحر 300 ميل (500 كم) أكثر من سلفه دافيس ووصل شمالا إلى خط العرض 77°45’ ولم لتجاوزه أحد لما يزيد عن قرنين، ولكن خابت آماله باستكشاف طريق للهند، وبمرور الوقت تم التشكيك باكتشافاته حتى أكدها الكابتن روس عام 1818.
دخل بافين بعدها في خدمة شركة الهند الشرقية وذهب أعوام 1617 – 1619 في رحلة إلى سورات في الهند البريطانية وعند عودته تلقى التكريم لمسحه البحر الأحمر والخليج العربي خلال الرحلة. في بداية عام 1620 رحل مجددا نحو الشرق وانضم إلى هجوم الإنجليز والفرس على قشم في الخليج العربي تمهيدا لاحتلال قلعة هرمز وتلقى جرحا خطيرا ومات بعد سنتين يوم 23 يناير 1622.
بالإضافة لأهمية اكتشافاته فإنه معروف اليوم لدقة ملاحظاته وأرقامه، ومنها معرفة خطوط الطول في البحر عن طريق ملاحظة القمر، وهو سجل هو الأول من نوعه.